# GLAM
|  | Per a altres significats, vegeu «Glam». |

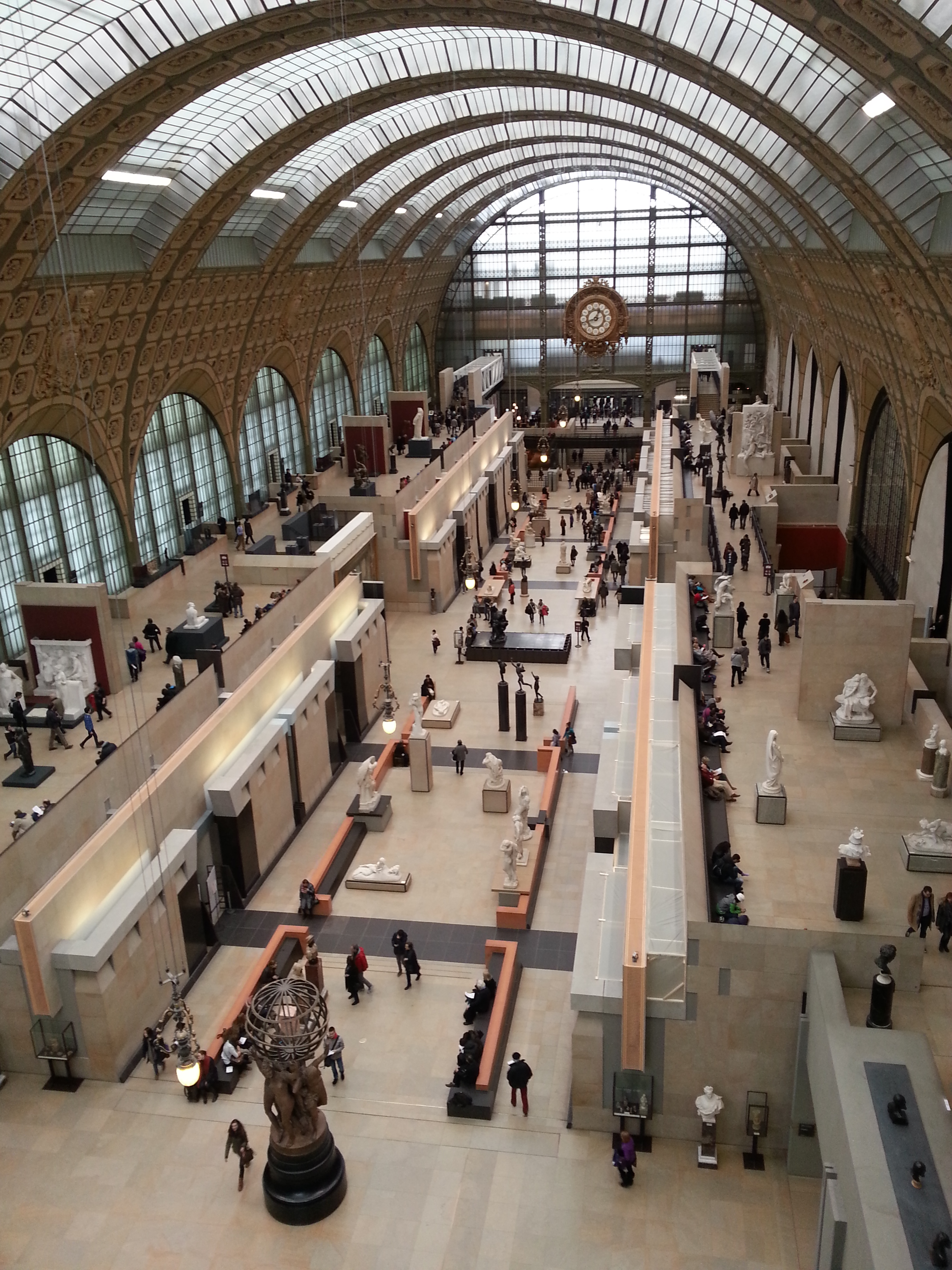
Museu d'Orsay a París.

GLAM és un acrònim format a partir de les paraules angleses «galleries, libraries, archives, and museums» («pinacoteques, biblioteques, arxius i museus»). Més generalment, es pot definir els GLAM com a institucions públiques que custodien col·leccions de béns culturals diversos. El terme GLAM aparegué quan aquestes institucions van començar a treballar de forma conjunta o, si més no, convergent, de manera que es va sentir la necessitat d'ajuntar esforços per a una tasca que els és comuna. Això es va fer especialment visible quan van començar a penjar les seves col·leccions en línia. Les obres d'art, els llibres, els documents i tota mena d'objectes esdevenen autèntics «recursos culturals» lliures i igualitaris quan apareixen en línia a disposició de tothom. Com a institucions que custodien béns culturals, els GLAM tenen la vocació i la funció, no només de preservar-los, sinó sobretot de posar els seus materials a disposició del públic i especialment com a fonts primàries de qualitat per als investigadors. Des del 2010, ha aparegut el viquipedista resident com un nou recurs per donar sortida a aquesta necessitat dels GLAM.